# 红花塘站
红花塘站是一个成渝线上的铁路车站，位于中华人民共和国四川省成都市青白江区人和乡红花塘村，建于1952年，目前为四等站，目前仅办理货运业务：仅办理整车不怕湿货物发到。